# Ніошо (округ, Канзас)
Шаблон:StateAbbr_ 37°40′57″ пн. ш. 95°17′51″ зх. д. / 37.6825° пн. ш. 95.2975° зх. д.
Округ Ніошо (англ. Neosho County) — округ у штаті Канзас, США. Ідентифікатор округу 20133.

## Історія
Округ утворений 1861 року.

## Демографія
За даними перепису
2000 року
загальне населення округу становило 16997 осіб, зокрема міського населення було 9228, а сільського — 7769.
Серед мешканців округу чоловіків було 8210, а жінок — 8787. В окрузі було 6739 домогосподарств, 4684 родин, які мешкали в 7461 будинках.
Середній розмір родини становив 2,96.
Віковий розподіл населення поданий у таблиці:
| Стать    | До 15 років | 15-21 | 22-29 | 30-39 | 40-49 | 50-65 | 65-85 | Понад 85 |
| -------- | ----------- | ----- | ----- | ----- | ----- | ----- | ----- | -------- |
| Чоловіки | 1788        | 933   | 681   | 1078  | 1246  | 1291  | 1077  | 116      |
| Жінки    | 1719        | 921   | 685   | 1098  | 1185  | 1392  | 1452  | 335      |

## Суміжні округи
- Аллен — північ
- Бурбон — північний схід
- Кроуфорд — схід
- Лабетт — південь
- Монтгомері — південний захід
- Вілсон — захід
- Вудсон — північний захід

## Виноски
1. ↑  U.S. Decennial Census. United States Census Bureau. Процитовано 27 липня 2014.
2. ↑  Historical Census Browser. University of Virginia Library. Архів оригіналу за 11 серпня 2012. Процитовано 27 липня 2014.
3. ↑  Population of Counties by Decennial Census: 1900 to 1990. United States Census Bureau. Процитовано 27 липня 2014.
4. ↑  Census 2000 PHC-T-4. Ranking Tables for Counties: 1990 and 2000 (PDF). United States Census Bureau. Процитовано 27 липня 2014.
5. ↑  State & County QuickFacts. United States Census Bureau. Архів оригіналу за 6 серпня 2011. Процитовано 27 липня 2014.(англ.) Наведено за англійською вікіпедією.
6. ↑  American FactFinder. Бюро перепису населення США. Архів оригіналу за 26 лютого 2012. Процитовано 31 січня 2008.

| США | Це незавершена стаття з географії США. Ви можете допомогти проєкту, виправивши або дописавши її. |